# Anoxygene fotosynthese

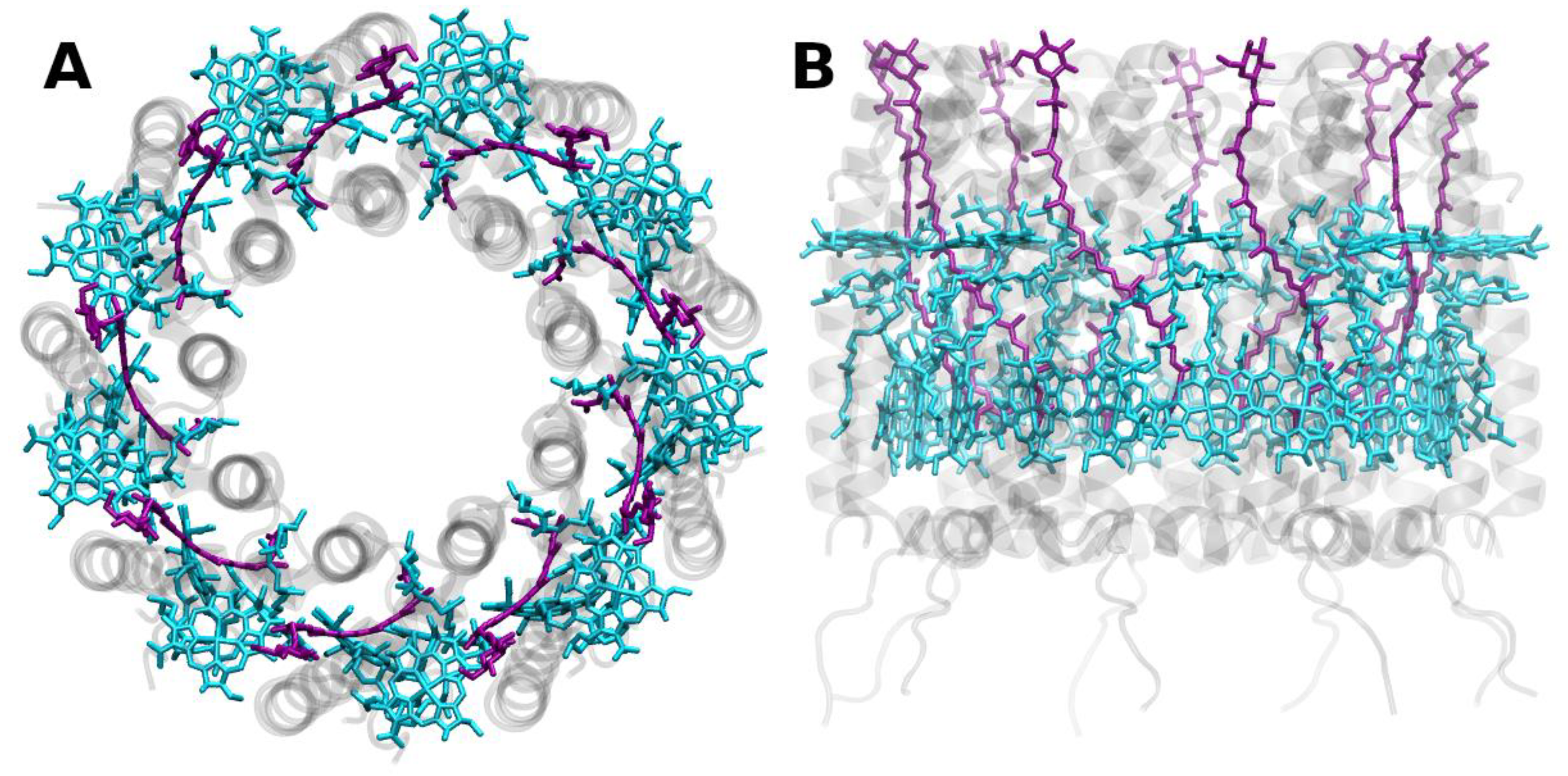
Structuur van het purperbacteriële perifere antennecomplex (LH2) van Rhodoblastus acidophilus. (A) Bovenaanzicht, gezien vanuit het cytoplasma. (B) Zijaanzicht. De eiwitstructuur wordt grijs weergegeven. Bacteriochlorofyl a wordt weergegeven in cyaan, rodopsineglucosiden (carotenoïden) in paars.

Anoxygene fotosynthese is een vorm van fotosynthese waarbij geen zuurstof (O2) vrijkomt. Deze vorm van fotosynthese dateert hoogstwaarschijnlijk uit de era's dat de Aardatmosfeer nog geen zuurstof bevatte en wordt beschouwd als de oudste vorm van fotosynthese. Het waren de eerste anaerobe bacteriën die deze vorm van fotosynthese ontwikkelden waarbij de lichtenergie, die opgevangen wordt door bacteriochlorofyl, net zoals bij planten en cyanobacteriën omgezet wordt in elektrochemische energie die de bacterie in staat stelt koolstofdioxide (CO2) te assimileren. Nadat het bacteriochlorofyl fotonen heeft ontvangen, worden door het reactiecentrum in plaats van aan water (H2O) elektronen onttrokken aan gereduceerde anorganische stoffen zoals waterstof (H2), ijzer (Fe2+) en waterstofsulfide (H2S) of organische stoffen (tussenproducten van metabolisme). Deze anorganische en organische stoffen worden geoxideerd zonder dat daar zuurstof bij vrijkomt.

## Bacteriën
Bij oxygene fotosynthese zoals bij cyanobacteriën, algen en planten, wordt water (H2O) gebruikt als reductor waarbij zuurstof geproduceerd wordt, terwijl bijvoorbeeld de zwavelbacteriën, die gebruik maken van anoxygene fotosynthese, waterstofsulfide (H2S) als reductor aanwenden waarbij ze elementair zwavel produceren. Anoxygene of "bacteriële" fotosynthese komt voor bij o.a. groene zwavelbacteriën, Heliobacteria, Chloroflexia, purperbacteriën, Acidobacteria. Het zonlicht levert, net als bij oxygene fotosynthese, de nodige energie voor de assimilatie van koolstofdioxide en de vorming van glucose. Sommige van deze bacteriën kunnen ook koolstof assimileren van organische stoffen en zijn ook heterotroof ofwel fotoheterotroof.
Een voorbeeld van purperen zwavelbacteriën is de familie van de Chromatiaceae die wordt gedefinieerd als een groep gammaproteobacteriën, die onder de juiste omstandigheden in staat zijn om korrels van elementair zwavel in hun cellen op te slaan. Over het algemeen gebruiken deze bacteriën gereduceerde zwavelverbindingen (waterstofsulfide (H2S)) als elektronendonor voor anoxygene fotosynthese onder anaerobe omstandigheden. De overgrote meerderheid van de vertegenwoordigers zijn daarom anaerobe fotolithoautotrofen. De condities waaronder de bacteriesoort goed kan groeien zijn anaerobiose en de aanwezigheid van waterstofsulfide en organische stoffen. Deze condities bestaan voornamelijk in zoetwaterbronnen, meren, vijvers of poelen, waar deze bacteriën in grotere mate voorkomen, voornamelijk in de zomer en de herfst, wanneer sulfaatreducerende bacteriën biomassa afbreken en zo het gehalte aan H2S in het water verhogen. Extreme omgevingen zijn die van thermale zwavelbronnen van rond de 40 °C waar het enige thermofiele geslacht van deze familie Thermochromatium tepidum  gevonden kan worden.

## Bacteriochlorofyl

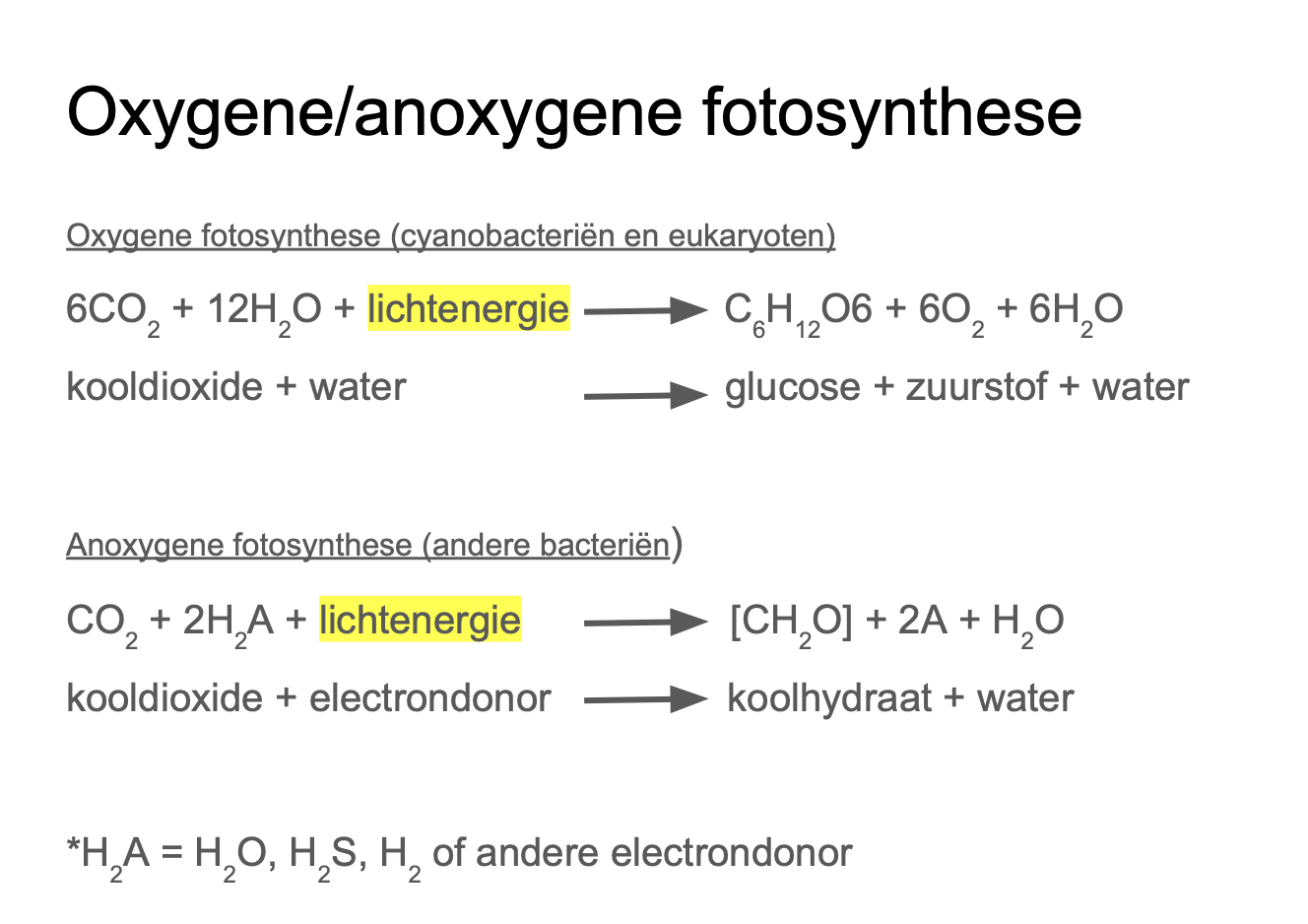
Eukaryoten (algen en planten) en cyanobacteriën voeren oxygene fotosynthese uit en produceren zuurstof, terwijl verschillende andere bacteriën anoxygene fotosynthese uitvoeren, waarbij geen zuurstof geproduceerd wordt.

Lichtenergie wordt opgevangen door bacteriochlorofyl of (B)Chl dat vergelijkbaar is met chlorofyl a van de cyanobacteriën, algen en planten, maar het ontvangt het licht op een andere golflengte namelijk in het verrood op 700 tot 800 nm. De bacteriën die gebruik maken van anoxygene fotosynthese komen in allerlei omgevingen voor, hoofdzakelijk daar waar zuurstof ontbreekt of schaars is.
In Halobacteriën (die behoren tot de halofiele Archaea) kan het cromofoor retinal, gebonden aan de proteïne rodopsine, fotonen ontvangen waarmee het ionen zoals protonen (H+) kan transporteren over het celmembraan. Het creëert daarmee een gradiënt dat gebruikt kan worden door de ATP-synthetase voor het produceren van Adenosinetrifosfaat (ATP), de molecuul met energierijke verbindingen die op haar beurt aangewend kan worden voor de productie van suikers. Deze reacties zijn compleet onafhankelijk van de aanwezigheid van zuurstof en kunnen in elk milieu plaatsvinden waar genoeg licht is. Ze worden echter niet gerekend tot anoxygene fotosynthese omdat er geen reactiecentra bestaan die gebruikmaken van elektronentransport. Deze Archaea kunnen lichtenergie gebruiken wanneer het voedsel schaars is en kunnen wel 20% van het energie budget van de micro-organismen in de oceaan beslaan.

## Evolutie
Er wordt geschat dat het leven rond 3,5 Ga (Giga annum; 3,5 miljard jaar) geleden ontstaan is met de evolutie van anaerobische chemosynthetische bacteriën. De tegenwoordige vertegenwoordigers van deze bacteriën zijn in staat zonder zuurstof energie te onttrekken aan anorganische stoffen. Ze worden wel gevonden in de oceanen, nabij vulkanische schoorstenen (beter bekend als black smokers). Dit zijn ecosystemen op de bodem van oceanen waar veel geologische warmte en sterke elektrochemische gradiënten van protonen (H+) bestaan, die in veel gevallen gebruikt wordt door (wormvormige) organismen met hun bacteriën, die daar omheen leven. Er wordt wel geopperd dat de globale geothermale warmtetoevoer veel hoger lag gedurende de eerste miljard jaar sinds het ontstaan van de Aarde. Gereduceerde chemische stoffen werden door het geothermale uitgassen verspreid naar door zonlicht bereikte wateren. Er moet ook gedurende de overgang van het Hadeïcum naar het Archeïcum, zo'n 3 Ga geleden, een substantiële vermindering van de thermale activiteit geweest zijn, waardoor er nieuwe mogelijkheden ontstonden voor de twee typen fotosynthese. Het is waarschijnlijk onder deze omstandigheden dat de chemosynthetiserende bacteriën chlorofyl begonnen aan te maken waarmee ze energie konden opvangen en gebruiken voor hun anaerobe metabolisme.
Er is met fylogenetisch onderzoek aangetoond dat de verschillende fotosynthetische processen in de diverse bacteriën niet iedere keer opnieuw uitgevonden zijn, maar dat er horizontale genoverdracht plaatsgevonden moet hebben. De mogelijkheid dat er horizontale genoverdracht heeft kunnen plaatshebben staat aan de basis van een wetenschappelijk debat over de volgorde waarin de verschillende typen chlorofyl zich ontwikkelden. Er is met fylogenetisch onderzoek ook aangetoond dat de purperbacterie de eerste soort van fotosynthetische bacteriën geweest moet zijn. Over de hypothese dat anoxygene fotosynthese zich ontwikkelde voordat oxygene fotosynthese ontstond bestaat wel enige consensus. Toch staat de mogelijkheid dat oxygene fotosynthese het startpunt was en dat pas daarna anoxygene fotosynthese is ontstaan nog open.